# Xiaomi Mi 11
Lo Xiaomi Mi 11 (o Xiaomi Mi 11 5G) è uno smartphone di fascia alta prodotto da Xiaomi, annunciato a dicembre 2020 e commercializzato a gennaio 2021.

## Caratteristiche tecniche

### Hardware
Il dispositivo misura 164.3 x 74.6 x 8.1 mm e pesa 196 grammi nella versione con retro in vetro, mentre nella versione con retro in ecopelle lo spessore è di 8.6 mm e il peso è di 194 grammi. Ha un chipset Qualcomm Snapdragon 888 (processo a 5 nm), con CPU octa-core e GPU Adreno 660. È disponibile in 4 configurazioni di memoria: 128 GB di memoria interna e 6 o 8 GB di RAM, 256 GB di memoria interna e 8 o 12 GB di RAM. Non dispone di memoria espandibile.
Supporta la connettività 2/3/4/5G, Wi-Fi 802.11 a/b/g/n/ac/6 dual-band, con supporto a Wi-Fi Direct e uso come hotspot, Bluetooth 5.2 con A2DP, LE, aptX HD e aptX Adaptive. Il GPS include supporto per GPS assistito, GLONASS, BDS, GALILEO, QZSS e NavIC. È dotato di NFC, porta infrarossi e porta USB-C 2.0 con supporto OTG.
Non dispone di radio FM né del jack audio da 3.5 mm. Il display è un AMOLED da 6.81 pollici, con risoluzione QHD+, densità di pixel di 515 ppi, frequenza di aggiornamento a 120 Hz e supporto allo standard HDR10+. Lo schermo è protetto da Gorilla Glass Victus, mentre il retro (nella versione con retro in vetro) è protetto da Gorilla Glass 5; il frame laterale è in alluminio. Il sensore di impronte digitali è ottico e posizionato sotto lo schermo.
Per quanto riguarda il comparto fotografico, ha una configurazione tripla sul retro: un sensore principale da 108 megapixel con apertura f/1.9, autofocus PDAF e stabilizzazione OIS, un sensore grandangolare da 13 megapixel con apertura f/2.4, e un sensore macro da 5 megapixel con apertura f/2.4, accompagnati da un doppio flash LED. Può registrare video in 8K a 24 o 30 fps, 4K a 30 o 60 fps e Full HD a 30, 60, 120 o 240 fps, con slow motion Full HD. La fotocamera anteriore è da 20 megapixel con apertura f/2.2 e registrazione video Full HD a 30 o 60 fps.
Ha una batteria ai polimeri di litio da 4600 mAh, non removibile, con supporto per la ricarica rapida a 55W (secondo Xiaomi consente la ricarica completa in 45 minuti), ricarica wireless a 50 W e ricarica wireless inversa a 10 W.

### Software
Il dispositivo è dotato di Android 11, aggiornabile fino ad Android 14, con interfaccia utente HyperOS.

## Versioni
Gli altri smartphone della famiglia Xiaomi Mi 11 sono:
- Xiaomi Mi 11 Pro (o Xiaomi Mi 11 Pro 5G), che differisce dal Mi 11 principalmente per la fotocamera posteriore con sensore principale da 50 MP, teleobiettivo periscopico da 8 MP e zoom ottico 5x, la batteria ai polimeri di litio da 5000 mAh con ricarica rapida a 67 W e ricarica senza fili a 67 W (con tempi di ricarica comleta, secondo il produttore, rispettivamente in 36 e 39 minuti), supporto al Dolby Vision, comparto audio con la collaborazione di Harman Kardon e certificazione IP68 (in acqua fino a 1,5 metri di profondità per 30 minuti);[3][4]
- Xiaomi Mi 11 Ultra, che differisce per il retro in ceramica, il comparto fotografico con sensore principale da 50 MP, sensore grandangolare Sony IMX586 da 48 MP e teleobiettivo periscopico da 48 MP con zoom ottico 5x, display posteriore secondario da 1,1" OLED (utilizzato con le fotocamere posteriori)[5], batteria da 5000 mAh con ricarica rapida e wireless a 67 W, supporto al Dolby Vision, comparto audio con la collaborazione di Harman Kardon e certificazione IP68 (in acqua fino a 1,5 metri di profondità per 30 minuti);[6]
- Xiaomi Mi 11 Lite, versione più economica del Mi 11, dal quale differisce principalmente per lo schermo da 6,55" Full HD+, il chipset Qualcomm SM7150 Snapdragon 732G, l'assenza di connettività 5G, i tagli di memoria UFS 2.2 da 64 GB di memoria interna e 4 o 6 GB di RAM e 128 GB di memoria interna e 6 o 8 GB di RAM, le fotocamere posteriori da 64 MP (principale), 8 MP (grandangolare) e 5 MP (macro), la fotocamera anteriore da 16 MP, la batteria da 4250 mAh e il sensore di impronte digitali posizionato lateralmente;[7]
  - Xiaomi Mi 11 Lite 5G, variante del Mi 11 Lite, da quest'ultimo differisce per la presenza di connettività 5G, per il chipset Qualcomm SM7350-AB Snapdragon 780G, la presenza del taglio di memoria da 256 GB di memoria interna e 8 GB di RAM e l'assenza di quello da 64 GB di memoria interna e 4 GB di RAM, la fotocamera anteriore da 20 MP e differenze minori nella connettività.[8]
- Xiaomi Mi 11X, versione che differisce dal Mi 11 principalmente per lo schermo da 6,67" Full HD+, il chipset Qualcomm SM8250-AC Snapdragon 870 5G, il comparto fotografico posteriore con obiettivi da 48 MP (principale), 8 MP (grandangolare) e 5 MP (macro), i tagli di memoria interna da 128 GB di memoria interna e 6 o 8 GB di RAM, l'assenza di NFC e la batteria da 4520 mAh con ricarica cablata a 33W;[9]
  - Xiaomi Mi 11X Pro, variante del Mi 11X, da quest'ultimo differisce per il chipset Qualcomm SM8350 Snapdragon 888 5G, i tagli di memoria da 8 GB di RAM e 128 o 256 GB di memoria interna, l'obiettivo principale posteriore da 108 MP e la registrazione video 8K a 30fps.[10]
- Xiaomi Mi 11i, versione che differisce dal Mi 11 principalmente per lo schermo Super AMOLED da 6,67" Full HD+, la protezione IP53, l'obiettivo posteriore grandangolare da 8 MP, la batteria da 4520 mAh con ricarica cablata a 33W;[11]
  - Xiaomi 11i, versione aggiornata del Mi 11i rilasciata a gennaio 2022, che differisce dal Mi 11i principalmente per il chipset MediaTek Dimensity 920, per il taglio di memoria inferiore da 128 GB di memoria interna e 6 GB di RAM, la presenza di espansione microSD e di jack audio da 3.5 mm, l'assenza di NFC e la batteria da 5160 mAh con ricarica cablata a 67 W.[12]
- Xiaomi 11T, versione aggiornata del Mi 11 rilasciata a ottobre 2021, tra i primi dispositivi Xiaomi a non avere la denominazione "Mi", si distingue dal Mi 11 principalmente per la presenza del chipset MediaTek Dimensity 1200, il reparto fotografico posteriore simile a quello del modello base ma con l'obiettivo grandangolare da 8 MP, la fotocamera anteriore da 16 MP, il sensore di impronte digitali posizionato lateralmente, la batteria da 5000 mAh con ricarica cablata a 67 W e la certificazione IP53.[13]
  - Xiaomi 11T Pro, variante dell'11T che differisce da quest'ultimo principalmente per il chipset Qualcomm SM8350 Snapdragon 888 5G, la presenza del taglio di memoria da 256 GB di memoria interna e 12 GB di RAM, l'audio curato da Harman Kardon, la presenza di NavIC e Dolby Vision.[14]